# The Big Bang Theory (8.ª temporada)
Em 12 de fevereiro de 2014 Les Moonves CEO da CBS confirmou a oitava temporada de The Big Bang Theory, também falou que a primeira metade da temporada será exibida em um dia diferente do atual (às quintas-feiras nos EUA), por causa do contrato que a CBS fechou com a NFL referente ao Thursday Night Football, e assim que a temporada de Futebol Americano acabar a série voltará ao seu dia habitual.Outra novidade é de que o seriado foi renovado por mais três temporadas, sendo assim, tendo episódios garantidos até a décima temporada que irá ser exibida nos anos de 2016 e 2017.
A série estreou sua oitava temporada em 22 de setembro de 2014

## Elenco
- Jim Parsons - Sheldon Cooper
- Johnny Galecki - Leonard Hofstadter
- Kaley Cuoco - Penny
- Simon Helberg - Howard Wolowitz
- Kunal Nayyar - Rajesh Koothrappali
- Mayim Bialik - Amy Farrah Fowler
- Melissa Rauch - Bernadette Rostenkowski-Wolowitz
- Kevin Sussman - Stuart Bloom

## Episódios
| N.º na série | N.º na temp. | Título                                                                       | Dirigido por    | Escrito por | Exibição original       | Audiência nos EUA (milhões) |
| ------------ | ------------ | ---------------------------------------------------------------------------- | --------------- | --- | ----------------------- | --------------------------- |
| 160          | 1            | "The Locomotion Interruption" "A Interrupção da Locomoção" (BR)              | Mark Cendrowski | História: Jim Reynolds & Maria Ferrari e Tara Hernandez Adaptação: Steven Molaro & Steve Holland e Eric Kaplan              | 22 de setembro de 2014  | 18.03                       |
| 161          | 2            | "The Junior Professor Solution" "A Solução do Professor Júnior" (BR)         | Mark Cendrowski | História: Steven Molaro & Eric Kaplan e Steve Holland Adaptação: Jim Reynolds & Maria Ferrari e Tara Hernandez              | 22 de setembro de 2014  | 18.24                       |
| 162          | 3            | "The First Pitch Insufficiency" "A Insuficiência do Primeiro Arremesso" (BR) | Mark Cendrowski | História: Chuck Lorre & Jim Reynolds e Anthony Del Broccolo Adaptação: Steven Molaro & Steve Holland e Maria Ferrari        | 29 de setembro de 2014  | 16.44                       |
| 163          | 4            | "The Hook-up Reverberation" "A Reverberação da Picada" (BR)                  | Mark Cendrowski | História: Steve Holland & Maria Ferrari e Tara Hernandez Adaptação: Steven Molaro & Eric Kaplan e Jim Reynolds              | 6 de outubro de 2014    | 15.94                       |
| 164          | 5            | "The Focus Attenuation" "A Atenuação do Foco" (BR)                           | Mark Cendrowski | História: Jim Reynolds & Maria Ferrari e Adam Faberman Adaptação: Steven Molaro & Steve Holland e Eric Kaplan               | 13 de outubro de 2014   | 15.63                       |
| 165          | 6            | "The Expedition Approximation" "A Aproximação da Expedição" (BR)             | Mark Cendrowski | História: Steven Molaro & Dave Goetsch & Tara Hernandez Adaptação: Jim Reynolds & Steve Holland & Maria Ferrari             | 20 de outubro de 2014   | 16.02                       |
| 166          | 7            | "The Misinterpretation Agitation" "A Agitação do Mal Entendido" (BR)         | Mark Cendrowski | História: Chuck Lorre & Eric Kaplan & Jim Reynolds Adaptação: Steven Molaro & Steve Holland & Maria Ferrari                 | 30 de outubro de 2014   | 16.25                       |
| 167          | 8            | "The Prom Equivalency" "A Equivalência do Baile de Formatura" (BR)           | Mark Cendrowski | História: Jim Reynolds & Steve Holland & Jeremy Howe Adaptação: Steve Molaro & Eric Kaplan & Maria Ferrari                  | 6 de novembro de 2014   | 16.56                       |
| 168          | 9            | "The Septum Deviation" "O Desvio de Septo" (BR)                              | Anthony Rich    | História: Steven Molaro & Bill Prady & Maria Ferrari Adaptação: Eric Kaplan & Steve Holland & Tara Hernandez                | 13 de novembro de 2014  | 16.90                       |
| 169          | 10           | "The Champagne Reflection" "A Reflexão de Champanhe" (BR)                    | Mark Cendrowski | História: Steven Molaro & Tara Hernandez & David Saltzberg & Ph.D Adaptação: Jim Reynolds & Steve Holland & Dave Goetsch    | 20 de novembro de 2014  | 14.61                       |
| 170          | 11           | "The Clean Room Infiltration" "A Infiltração de Sala Limpa" (BR)             | Mark Cendrowski | História: Maria Ferrari & Tara Hernandez & Jeremy Howe Adaptação: Eric Kaplan & Jim Reynolds & Steve Holland                | 11 de dezembro de 2014  | 15.49                       |
| 171          | 12           | "The Space Probe Disintegration" "A Desintegração da Sonda Espacial" (BR)    | Mark Cendrowski | História: Bill Prady & Eric Kaplan & Jim Reynolds Adaptação: Steven Molaro & Steve Holland & Maria Ferrari                  | 8 de janeiro de 2015    | 18.11                       |
| 172          | 13           | "The Anxiety Optimization" "A Otimização de Ansiedade" (BR)                  | Mark Cendrowski | História: Eric Kaplan & Maria Ferrari & Adam Faberman Adaptação: Jim Reynolds & Steve Holland & Tara Hernandez              | 29 de janeiro de 2015   | 17.25                       |
| 173          | 14           | "The Troll Manifestation" "A Manifestação de Troll" (BR)                     | Mark Cendrowski | História: Steven Molaro & Eric Kaplan & Tara Hernandez Adaptação: Jim Reynolds & Steve Holland & Maria Ferrari              | 5 de fevereiro de 2015  | 17.09                       |
| 174          | 15           | "The Comic Book Store Regeneration" "A Regeneração de Comic Book Store" (BR) | Mark Cendrowski | História: Jim Reynolds & Maria Ferrari & Jeremy Howe Adaptação: Steven Molaro & Eric Kaplan & Steve Holland                 | 19 de fevereiro de 2015 | 17.49                       |
| 175          | 16           | "The Intimacy Acceleration" "A Aceleração de Intimidade" (BR)                | Mark Cendrowski | História: Dave Goetsch & Eric Kaplan & Tara Hernandez Adaptação: Steve Molaro & Jim Reynolds & Steve Holland                | 26 de fevereiro de 2015 | 16.67                       |
| 176          | 17           | "The Colonization Application" "O Aplicativo de Colonização" (BR)            | Mark Cendrowski | História: Dave Goetsch & Jim Reynolds & Tara Hernandez Adaptação:Steve Molaro & Eric Kaplan & Maria Ferrari                 | 5 de março de 2015      | 18.17                       |
| 177          | 18           | "The Leftover Thermalization" "A Restante Termalização" (BR)                 | Mark Cendrowski | História: Steven Molaro & Maria Ferrari & Jeremy Howe Adaptação: Eric Kaplan & Jim Reynolds & Steve Holland                 | 12 de março de 2015     | 16.13                       |
| 178          | 19           | "The Skywalker Incursion" "A Incursão de Skywalker" (BR)                     | Mark Cendrowski | História: Jim Reynolds & Tara Hernandez & Jeremy Howe Adaptação: Steve Molaro & Steve Holland & Maria Ferrari               | 2 de abril de 2015      | 13.89                       |
| 179          | 20           | "The Fortification Implementation" "A Implementação Fortificação" (BR)       | Mark Cendrowski | História: Jim Reynolds & Saladin Patterson & Tara Hernandez Adaptação: Steven Molaro & Steve Holland & Maria Ferrari        | 9 de abril de 2015      | 14.78                       |
| 180          | 21           | "The Communication Deterioration" "A Deterioração da Comunicação" (BR)       | Mark Cendrowski | História: Dave Goetsch & Steve Holland & Jeremy Howe & Tara Hernandez Adaptação: Steven Molaro & Eric Kaplan & Jim Reynolds | 16 de abril de 2015     | 14.82                       |
| 181          | 22           | "The Graduation Transmission" "A Transmissão da Formatura" (BR)              | Anthony Rich    | História: Chuck Lorre & Dave Goetsch & Anthony Del Broccolo Adaptação: Steven Molaro & Steve Holland & Eric Kaplan          | 23 de abril de 2015     | 14.63                       |
| 182          | 23           | "The Maternal Combustion" "A Combustão Materna" (BR)                         | Anthony Rich    | História: Steven Molaro & Tara Hernandez & Jeremy Howe Adaptação: Chuck Lorre & Jim Reynolds & Maria Ferrari                | 30 de abril de 2015     | 13.85                       |
| 183          | 24           | "The Commitment Determination" "A Determinação Compromisso" (BR)             | Mark Cendrowski | História: Chuck Lorre & Jim Reynolds & Maria Ferrari Adaptação: Steven Molaro & Steve Holland & Eric Kaplan                 | 7 de maio de 2015       | 14.64                       |